# Sovam

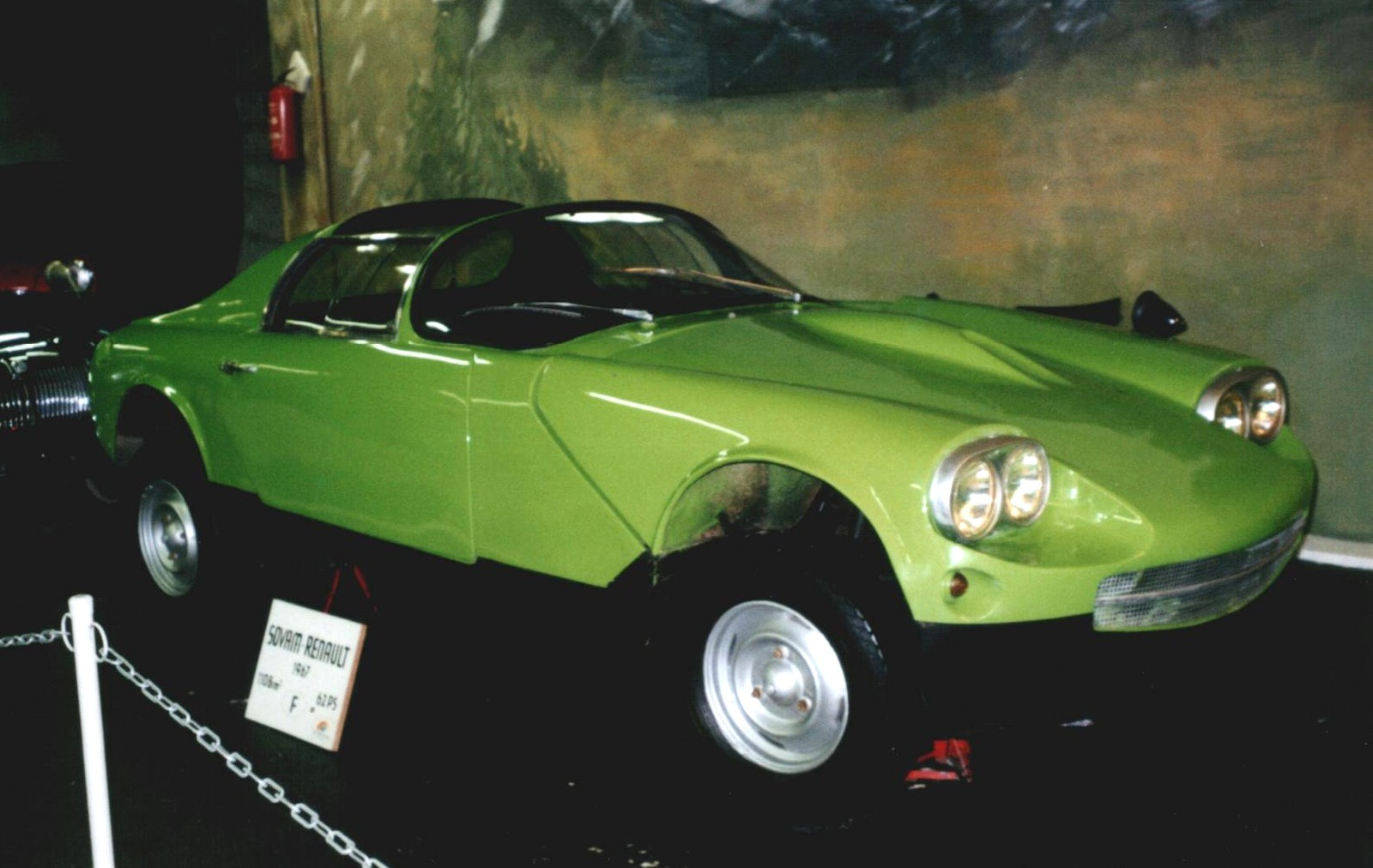
Sovam von 1967

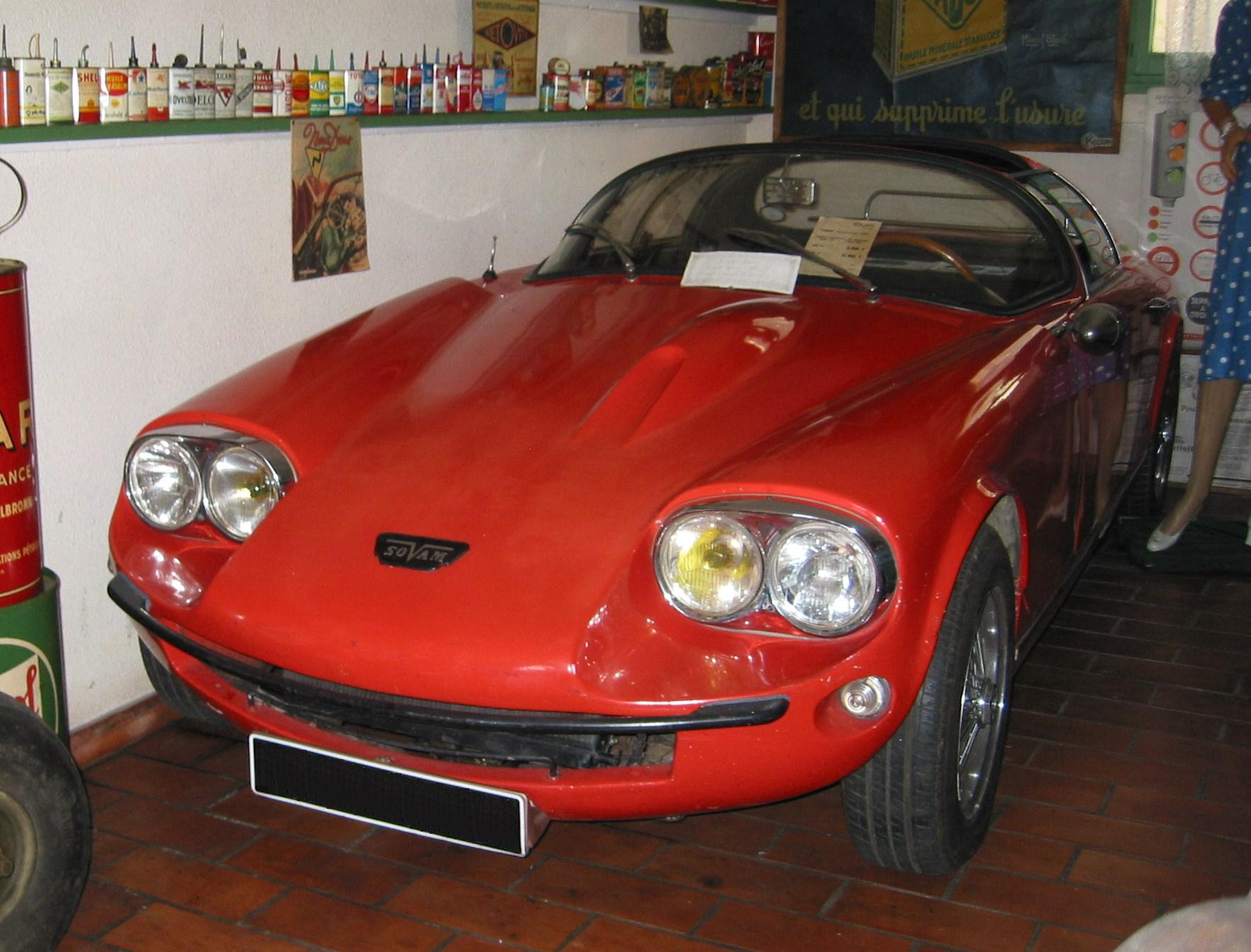
Sovam von 1968

Sovam SAS ist ein französisches Unternehmen und ehemaliger Hersteller von Automobilen.

## Unternehmensgeschichte
André Morin gründete 1930 das Unternehmen Société Anonyme des Véhicules André Morin in Châtillon-sur-Thouet. Zwischen 1964 und 1969 stellte das Unternehmen Automobile her. Der Markenname lautete Sovam. Inzwischen heißt die Firma Sovam SAS und hat den Unternehmenssitz in Parthenay. Das Unternehmen stellt heute noch Ausstattungsgegenstände für Flughäfen her.

## Fahrzeuge
Im Angebot standen sportliche Modelle. Die Fahrzeuge waren mit der Bodengruppe des Renault 4 und 6 und Vierzylindermotoren von Renault hinter der Vorderachse ausgestattet. Es wurden Motoren mit 845 cm³, 1108 cm³ und 1255 cm³ Hubraum verwendet, die zwischen 30 und 65 kW (41 und 88 PS) leisteten. Es gab die Karosserieformen Coupé und Targa.
Ein Fahrzeug dieser Marke ist im Musée Chapy in Boujan-sur-Libron in Frankreich zu besichtigen. Ein weiteres Fahrzeug befindet sich im Automobilmuseum Aspang in Aspang-Markt in Niederösterreich.